# Liste der Kulturdenkmäler in Hoof (Schauenburg)
Die folgende Liste enthält die in der Denkmaltopographie ausgewiesenen Kulturdenkmäler auf dem Gebiet des Ortsteils Hoof der Gemeinde Schauenburg, Landkreis Kassel, Hessen.
Hinweis: Die Reihenfolge der Denkmäler in dieser Liste orientiert sich an der Anschrift, alternativ ist sie auch nach der Bezeichnung oder der Bauzeit sortierbar.
Kulturdenkmäler werden fortlaufend im Denkmalverzeichnis des Landes Hessen durch das Landesamt für Denkmalpflege Hessen auf Basis des Hessischen Denkmalschutzgesetzes (HDSchG) geführt. Die Schutzwürdigkeit eines Kulturdenkmals hängt nicht von der Eintragung in das Denkmalverzeichnis des Landes Hessen oder der Veröffentlichung in der Denkmaltopographie ab.

Das Vorhandensein oder Fehlen eines Objekts in dieser Liste ist keine rechtsverbindliche Auskunft darüber, ob es Kulturdenkmal ist oder nicht: Diese Liste entspricht möglicherweise nicht dem aktuellen Stand der offiziellen Denkmaltopographie. Diese ist für Hessen in den entsprechenden Bänden der Denkmaltopographie Bundesrepublik Deutschland und im Internet unter DenkXweb – Kulturdenkmäler in Hessen einsehbar. Auch diese Quellen sind, obwohl sie durch das Landesamt für Denkmalpflege Hessen aktualisiert werden, nicht immer aktuell, da es im Denkmalbestand immer wieder Änderungen gibt.
Eine verbindliche Auskunft erteilt allein das Landesamt für Denkmalpflege Hessen.
Nutze diese Kartenansicht, um Koordinaten in der Liste zu setzen. In dieser Kartenansicht sind Kulturdenkmale ohne Koordinaten mit einem roten bzw. orangen Marker dargestellt und können in der Karte gesetzt werden. Kulturdenkmale ohne Bild sind mit einem blauen bzw. roten Marker gekennzeichnet, Kulturdenkmale mit Bild mit einem grünen bzw. orangen Marker.
| Bild                                                                       | Bezeichnung                       | Lage | Beschreibung | Bauzeit                                                        | Objekt-Nr. |
| -------------------------------------------------------------------------- | --------------------------------- | --- | --- | -------------------------------------------------------------- | ---------- |
| Bild gesucht BW                                                            | Villa                             | Am Bahnhof 5 LageFlur: 7, Flurstück: 99/16 | | 1912                                                           | 88279 DDB  |
| Bild gesucht BW                                                            | Bahnhof                           | Am Bahnhof 13 LageFlur: 7, Flurstück: 14/10, 14/12 | | 1903                                                           | 88280 DDB  |
| Bild gesucht BW                                                            | Sachgesamtheit Schauenburg        | Am Burgberge LageFlur: 7, Flurstück: 28/1 | Der Burgberg und die vorhandenen Ruine der hochmittelalterlichen Schauenburg bilden die Sachgesamtheit.                            |                                                                | 88327 DDB  |
| Bild gesucht BW                                                            |                                   | An der Kirche 4 LageFlur: 15, Flurstück: 81/1 | |                                                                | 88281 DDB  |
| Bild gesucht BW                                                            |                                   | An der Kirche 5 LageFlur: 15, Flurstück: 79/1 | |                                                                | 88282 DDB  |
| Evangelische Kirche                                                        | Evangelische Kirche               | An der Kirche 12 LageFlur: 15, Flurstück: 143/127 | Nach Plänen des Kasseler Baurats Schuchhardt errichtete Dorfkirche.                                                                | 1890/91                                                        | 88283 DDB  |
| Bild gesucht BW                                                            |                                   | An der Kirche 16 LageFlur: 15, Flurstück: 58/4 | |                                                                | 88284 DDB  |
| Bild gesucht BW                                                            |                                   | An der Kirche 17 LageFlur: 15, Flurstück: 115/1 | |                                                                | 88285 DDB  |
| Bild gesucht BW                                                            |                                   | An der Kirche 17, Herkulesstraße 1A LageFlur: 15, Flurstück: 37/8, 40/5 | |                                                                | 88286 DDB  |
| Bild gesucht BW                                                            |                                   | Ehlener Straße 8 LageFlur: 15, Flurstück: 33/1 | |                                                                | 88287 DDB  |
| Bild gesucht BW                                                            |                                   | Ehlener Straße 32 LageFlur: 12, Flurstück: 1/1 | |                                                                | 88201 DDB  |
| Bild gesucht BW                                                            | Ehemaliges Gasthaus „Klapperbach“ | Eichmühle Klapperbach 2 LageFlur: 4, Flurstück: 39/32 | Das Gasthaus war zur nahe gelegenen Eichmühle zugehörig und im Ursprung eine Scheune.                                              | 1798 (Gasthaus, Sockelinschrift)                               | 88289 DDB  |
| Bahnhof Hoof (Museumsbahn „Hessencourrier“) · Bahnhof Hoof mit Gleisanlage | Sachgesamtheit Eisenbahn          | Wahlgemeinde, Vor dem Erzberge, Triftstraße, Lange Wiese, Langenberg, Korbacher Straße, Hinter der kleinen Bauna, Herkulesstraße 37, Große Bauna, Ehlener Straße, Bruchwiesen, Auf den untersten Reinhardsstücken, Auf den Burghöfen, Auf dem Ritter, Auf dem Baunastück, An der hintersten Bauna, Am Burgberge, Am Berge, Am Bahnhof 13, Am Bahnhof LageFlur: 3, 6, 7, 8, 11, 15, 19, Flurstück: 129/7, 139/5, 140/5, 141/6, 142/7, 144/2, 316/65, 318/82, 319/87, 321/112, 347/63, 83/1, 92/1, 3/28, 44/17, 45/3, 49/3, 115/24, 116/24, 117/25, 134/13, 14/10, 14/12, 14/15, 20/2, 36/19, 39/1, 138/3, 139/7, 140, 141/2, 153/2, 154/2, 155/2, 158/2, 521/85, 530/52, 531/48, 532/46, 533/45, 534/83, 535/86, 537/102, 598/109, 106/39, 108/39, 109/39, 164/1, 33 | |                                                                | 954974 DDB |
| Bild gesucht BW                                                            | Eisenbahnbrücke                   | Am Forsthaus 7 LageFlur: 3, 8, Flurstück: 347/63, 598/109 | |                                                                | 952651 DDB |
| Bild gesucht BW                                                            | Sachgesamtheit Rittergut          | Gutshof 1/3/5/7/9/11/13, Burg LageFlur: 14, Flurstück: 44/11, 96/46, 97/46 | Ein Rittergut das aus dem Wirtschaftshof der Schauenburg hervorgegangen ist und dessen Kern das Herrenhaus bildet.                 | 1557 (bezeichnet am inneren Kellereingang), 1679 (Herrenhaus). | 88326 DDB  |
| Bild gesucht BW                                                            |                                   | Herkulesstraße 17 LageFlur: 12, Flurstück: 27/1 | |                                                                | 88290 DDB  |
| Bild gesucht BW                                                            |                                   | Herkulesstraße 31 LageFlur: 12, Flurstück: 45/15 | |                                                                | 88291 DDB  |
| Bild gesucht BW                                                            | Hof Dalwigk                       | Korbacher Straße 312 LageFlur: 13, Flurstück: 21/7, 239/22 | | 1694 (Herrenhaus)                                              | 88292 DDB  |
| Bild gesucht BW                                                            | Ehemalige Synagoge                | Korbacher Straße 336 LageFlur: 15, Flurstück: 112/3 | Eine Synagoge mit über beide Geschosse reichendem Betsaal, einer Mikwe, Schulraum und Wohnung des Rabbiners.                       | 1830 (Wohnhaus), 1851/54 (Umbau zur Synagoge)                  | 88293 DDB  |
| Bild gesucht BW                                                            |                                   | Korbacher Straße 373/375 LageFlur: 14, Flurstück: 17/1, 17/2 | |                                                                | 88294 DDB  |
| Bild gesucht BW                                                            | Gasthaus                          | Korbacher Straße 377 LageFlur: 14, Flurstück: 13/1 | Zweigeschossiges Gasthaus. | 1880                                                           | 88295 DDB  |
| Bild gesucht BW                                                            |                                   | Korbacher Straße 387 LageFlur: 15, Flurstück: 5/2 | |                                                                | 88296 DDB  |
| Bild gesucht BW                                                            | Ehemaliges Pfarrhaus              | Korbacher Straße 391 LageFlur: 4, Flurstück: 55/7 | Zweigeschossiger Putzbau mit einem teilweise abgewalmten Giebel.                                                                   | 1903                                                           | 88297 DDB  |
| Bild gesucht BW                                                            |                                   | Schmiedegasse 17 LageFlur: 12, Flurstück: 56/5 | |                                                                | 88298 DDB  |
| Bild gesucht BW                                                            |                                   | Schmiedegasse 19 LageFlur: 12, Flurstück: 56/14 | |                                                                | 88299 DDB  |
| Bild gesucht BW                                                            | Sachteil Reliefstein              | Wahlgemeinde 19 LageFlur: 3, Flurstück: 63/69 | Der Reliefstein ist ein Stück eines Frieses und der letzte Rest des abgebrochenen Gutshofes der Familie von Dalwigk an der Kirche. | 1669 (Inschrift)                                               | 88300 DDB  |